# Arthur Holitscher
Arthur Holitscher, född 22 augusti 1869, död 14 oktober 1941, var en tysk-ungersk författare.
Holitscher framträdde 1893 med novellsamlingen Lebende Menschen och har sedan, påverkad av fransk symbolism och under fortgående radikalisering av livsåskådningen, utgett ett stort antal resestudier, romaner och novellsamlingar, samt senare romanen Es geschah in Moskwa (1929) där han oförbehållsamt bekände sig till sovjetidealet. Sin egen utveckling beskrev Holitscher i Lebensgeschichte eines Rebellen (1924) och Mein Leben in dieser Zeit (1928).